# Lijst van gemeenten in Zuid-Tirol
De volgende tabel omvat de 116 gemeenten in de Italiaanse provincie Zuid-Tirol. Deelgemeenten, wijken en gehuchten staan niet op de lijst.
| Duits                                  | Italiaans                       | Ladinisch                 | Kaart | ISTAT-nummer |
| -------------------------------------- | ------------------------------- | ------------------------- | ----- | ------------ |
| Abtei                                  | Badia                           | Badia                     |       | 021006       |
| Ahrntal                                | Valle Aurina                    |                           |       | 021108       |
| Aldein                                 | Aldino                          |                           |       | 021001       |
| Algund                                 | Lagundo                         |                           |       | 021038       |
| Altrei                                 | Anterivo                        |                           |       | 021003       |
| Andrian                                | Andriano                        |                           |       | 021002       |
| Auer                                   | Ora                             |                           |       | 021060       |
| Barbian                                | Barbiano                        | Perbian                   |       | 021007       |
| Bozen                                  | Bolzano                         | Balsan, Bulsan            |       | 021008       |
| Branzoll                               | Bronzolo                        |                           |       | 021012       |
| Brenner                                | Brennero                        | Prëner                    |       | 021010       |
| Brixen                                 | Bressanone                      | Persenon, Porsenù         |       | 021011       |
| Bruneck                                | Brunico                         | Bornech, Burnech          |       | 021013       |
| Burgstall                              | Postal                          |                           |       | 021066       |
| Corvara                                | Corvara in Badia                | Corvara, Curvea           |       | 021026       |
| Deutschnofen                           | Nova Ponente                    |                           |       | 021059       |
| Enneberg                               | Marebbe                         | Mareo                     |       | 021047       |
| Eppan an der Weinstraße                | Appiano sulla Strada del Vino   |                           |       | 021004       |
| Feldthurns                             | Velturno                        |                           |       | 021116       |
| Franzensfeste                          | Fortezza                        |                           |       | 021032       |
| Freienfeld                             | Campo di Trens                  |                           |       | 021016       |
| Gais                                   | Gais                            |                           |       | 021034       |
| Gargazon                               | Gargazzone                      |                           |       | 021035       |
| Glurns                                 | Glorenza                        |                           |       | 021036       |
| Graun im Vinschgau                     | Curon Venosta                   |                           |       | 021027       |
| Gsies                                  | Valle di Casies                 |                           |       | 021109       |
| Hafling                                | Avelengo                        |                           |       | 021005       |
| Innichen                               | San Candido                     | Sanciana                  |       | 021077       |
| Jenesien                               | San Genesio Atesino             |                           |       | 021079       |
| Kaltern an der Weinstraße              | Caldaro sulla Strada del Vino   |                           |       | 021015       |
| Karneid                                | Cornedo all’Isarco              |                           |       | 021023       |
| Kastelbell-Tschars                     | Castelbello-Ciardes             |                           |       | 021018       |
| Kastelruth                             | Castelrotto                     | Ciastel                   |       | 021019       |
| Kiens                                  | Chienes                         |                           |       | 021021       |
| Klausen                                | Chiusa                          | Tluses, Tlüses            |       | 021022       |
| Kuens                                  | Caines                          |                           |       | 021014       |
| Kurtatsch an der Weinstraße            | Cortaccia sulla Strada del Vino |                           |       | 021024       |
| Kurtinig an der Weinstraße             | Cortina sulla Strada del Vino   |                           |       | 021025       |
| Laas                                   | Lasa                            |                           |       | 021042       |
| Lajen                                  | Laion                           | Laion, Laiun              |       | 021039       |
| Lana                                   | Lana                            |                           |       | 021041       |
| Latsch                                 | Laces                           |                           |       | 021037       |
| Laurein                                | Lauregno                        |                           |       | 021043       |
| Leifers                                | Laives                          |                           |       | 021040       |
| Lüsen                                  | Luson                           | Lujon, Lijun              |       | 021044       |
| Mals                                   | Malles Venosta                  |                           |       | 021046       |
| Margreid an der Weinstraße             | Magrè sulla Strada del Vino     |                           |       | 021045       |
| Marling                                | Marlengo                        |                           |       | 021048       |
| Martell                                | Martello                        |                           |       | 021049       |
| Meran                                  | Merano                          | Maran                     |       | 021051       |
| Mölten                                 | Meltina                         |                           |       | 021050       |
| Montan                                 | Montagna                        |                           |       | 021053       |
| Moos in Passeier                       | Moso in Passiria                |                           |       | 021054       |
| Mühlbach                               | Rio di Pusteria                 |                           |       | 021074       |
| Mühlwald                               | Selva dei Molini                |                           |       | 021088       |
| Nals                                   | Nalles                          |                           |       | 021055       |
| Naturns                                | Naturno                         |                           |       | 021056       |
| Natz-Schabs                            | Naz-Sciaves                     |                           |       | 021057       |
| Neumarkt                               | Egna                            |                           |       | 021029       |
| Niederdorf                             | Villabassa                      |                           |       | 021113       |
| Olang                                  | Valdaora                        | Valdaura, Valdaora        |       | 021106       |
| Partschins                             | Parcines                        |                           |       | 021062       |
| Percha                                 | Perca                           |                           |       | 021063       |
| Pfalzen                                | Falzes                          | Falzes                    |       | 021030       |
| Pfatten                                | Vadena                          |                           |       | 021105       |
| Pfitsch                                | Val di Vizze                    |                           |       | 021107       |
| Plaus                                  | Plaus                           |                           |       | 021064       |
| Prad am Stilfserjoch                   | Prato allo Stelvio              |                           |       | 021067       |
| Prags                                  | Braies                          | Braies                    |       | 021009       |
| Prettau                                | Predoi                          |                           |       | 021068       |
| Proveis                                | Proves                          |                           |       | 021069       |
| Rasen-Antholz                          | Rasun Anterselva                |                           |       | 021071       |
| Ratschings                             | Racines                         |                           |       | 021070       |
| Riffian                                | Rifiano                         |                           |       | 021073       |
| Ritten                                 | Renon                           | Renon                     |       | 021072       |
| Rodeneck                               | Rodengo                         | Redant                    |       | 021075       |
| Salurn                                 | Salorno                         |                           |       | 021076       |
| Sand in Taufers                        | Campo Tures                     |                           |       | 021017       |
| Sankt Christina in Gröden              | Santa Cristina Valgardena       | Santa Cristina Gherdëina  |       | 021085       |
| Sankt Leonhard in Passeier             | San Leonardo in Passiria        |                           |       | 021080       |
| Sankt Lorenzen                         | San Lorenzo di Sebato           | San Laurënz               |       | 021081       |
| Sankt Martin in Passeier               | San Martino in Passiria         |                           |       | 021083       |
| Sankt Martin in Thurn                  | San Martino in Badia            | San Martin de Tor         |       | 021082       |
| Sankt Pankraz                          | San Pancrazio                   |                           |       | 021084       |
| Sankt Ulrich in Gröden                 | Ortisei                         | Urtijëi                   |       | 021061       |
| Sarntal                                | Sarentino                       |                           |       | 021086       |
| Schenna                                | Scena                           |                           |       | 021087       |
| Schlanders                             | Silandro                        |                           |       | 021093       |
| Schluderns                             | Sluderno                        |                           |       | 021094       |
| Schnals                                | Senales                         |                           |       | 021091       |
| Sexten                                 | Sesto                           | Sest, Le Sest             |       | 021092       |
| Sterzing                               | Vipiteno                        |                           |       | 021115       |
| Stilfs                                 | Stelvio                         |                           |       | 021095       |
| Taufers im Münstertal                  | Tubre                           |                           |       | 021103       |
| Terenten                               | Terento                         |                           |       | 021096       |
| Terlan                                 | Terlano                         |                           |       | 021097       |
| Tiers                                  | Tires                           | Tires                     |       | 021100       |
| Tirol                                  | Tirolo                          |                           |       | 021101       |
| Tisens                                 | Tesimo                          |                           |       | 021099       |
| Toblach                                | Dobbiaco                        |                           |       | 021028       |
| Tramin an der Weinstraße               | Termeno sulla Strada del Vino   |                           |       | 021098       |
| Truden                                 | Trodena nel Parco Naturale      |                           |       | 021102       |
| Tscherms                               | Cermes                          |                           |       | 021020       |
| Ulten                                  | Ultimo                          |                           |       | 021104       |
| Unsere Liebe Frau im Walde-Sankt Felix | Senale-San Felice               |                           |       | 021118       |
| Vahrn                                  | Varna                           |                           |       | 021111       |
| Villanders                             | Villandro                       | Olaneres                  |       | 021114       |
| Villnöß                                | Funes                           | Funès                     |       | 021033       |
| Vintl                                  | Vandoies                        | Vandoies                  |       | 021110       |
| Völs am Schlern                        | Fiè allo Sciliar                | Fíe, Fië                  |       | 021031       |
| Vöran                                  | Verano                          |                           |       | 021112       |
| Waidbruck                              | Ponte Gardena                   | Pruca                     |       | 021065       |
| Welsberg-Taisten                       | Monguelfo-Tesido                |                           |       | 021052       |
| Welschnofen                            | Nova Levante                    | Nueva Ladina, Nöia Ladina |       | 021058       |
| Wengen                                 | La Valle                        | La Val                    |       | 021117       |
| Wolkenstein in Gröden                  | Selva di Valgardena             | Sëlva                     |       | 021089}      |